# 奥洛穆茨圣三柱
49°35′38.19″N 17°15′1.53″E / 49.5939417°N 17.2504250°E
奥洛穆茨圣三柱（捷克語：Sloup Nejsvětější Trojice）是一座位於捷克共和国奥洛穆茨的巴洛克纪念柱，位于奥洛穆茨城鎮广场（Upper Square）上。於1716–1754年兴建，是为了1714年到1716年袭击摩拉维亚的黑死病得到平息而举行盛大的天主教感恩仪式而建，也可视为地方精神的表现，因为所有工作的艺术家和工匠都是奥洛穆茨市民，几乎所有描绘的圣徒都与该市有某种关联。
奥洛穆茨圣三柱是捷克最大的巴洛克雕塑群像，在2000年被聯合國教科文組織列入世界文化遺產名錄，稱讚其為“中歐巴洛克藝術高峰時期最優秀例子之一”。